# Mystrosa
Mystrosa is een kevergeslacht uit de familie van de boktorren (Cerambycidae). De wetenschappelijke naam van het geslacht werd voor het eerst geldig gepubliceerd in 1864 door Pascoe.

## Soorten
Mystrosa is monotypisch en omvat slechts de volgende soort:
- Mystrosa rubiginea Pascoe, 1864